# Mammalian Species
Mammalian Species est une revue scientifique de mammalogie, évaluée par les pairs, publiée depuis 1969 par Oxford University Press pour le compte de l'American Society of Mammalogists (ASM).
La revue présente chaque année l'état de la littérature de 25 à 35 espèces de mammifères dans plusieurs domaines d'étude : systématique, génétique, taxinomie, histoire fossile, distribution, anatomie, physiologie, comportement, écologie et conservation.